# Nick du Toit
Servaas Nicolaas "Niek" du Toit és un afrikaner antic mercenari, venedor d'armes i ex coronel del temut Batalló 32 de les Forces de Defensa Sud-africanes, implicat en el complot per enderrocar Teodoro Obiang de Guinea Equatorial.
Va ser processat a Malabo juntament amb uns altres 18 homes acusats de ser l'avantguarda d'una força de 70 homes sospitosos de ser mercenaris. Els fiscals de l'estat van demanar la pena de mort, però quan tots van ser trobats culpables, van rebre penes d'empresonament, rebent du Toit una condemna a 34 anys a la notòria presó Playa Negra. La falta de penes de mort en la fallada judicial és considerada per alguns com una tàctica per facilitar l'extradició d'altres homes vinculats amb el cop frustrat, com Mark Thatcher i Simon Mann, des de països com el Regne Unit que s'oposen a la pena de mort.
La seva part en el cop d'estat va ser el proveïment dels mercenaris amb armes com a fusells AK-47, lanzacohetes RPG-7, metralladores PK, i morters, i prendre la torre de control de l'aeroport de Malabo per després canviar la freqüència i establir contacte amb un avió portant més mercenaris des de Zimbàbue.
Després de la seva captura, va sortir en la televisió sud-africana proclamant el fracàs del cop i els noms dels seus co-conspiradors. Els seus vincles empresarials amb Armengol Ondo Nguema, el germà menor de Teodoro Obiang, han fet que el fill del dictador sospiti un cop de palau. L'esposa de Nick ha dit que l'aparició televisiva va ser obligada per la tortura; específicament, aixafant els peus de Nick fins que van sortir les ungles, xocs elèctrics, i pallisses.
Va rebre un perdó del president de Guinea Equatorial, Teodoro Obiang, el 3 de novembre de 2009 i va ser alliberat, juntament amb Sergio Fernando, Patricio Cardoso, José Passocas Domingos i Georges Olympic Nunez Alerson. Simon Mann també va ser alliberat i va tornar a Anglaterra el 6 de novembre de 2009. Des de llavors, Du Toit es va retirar com a soldat i actualment treballa en vendes de vehicles al Iemen.